# Olax gossweileri
Olax gossweileri är en tvåhjärtbladig växtart som beskrevs av Exell & Mendonca. Olax gossweileri ingår i släktet Olax och familjen Olacaceae. Inga underarter finns listade i Catalogue of Life.